# Наста, Сушейла
Сушейла Наста (англ. Susheila Nasta, род. 1953, Лондон) — британский критик, редактор, научная и литературная деятельница. Она является профессором современной литературы в Лондонском университете королевы Марии и редактором-основателем Wasafiri, ведущего британского журнала о современной международной литературе. Она является обладательницей медали Бенсона от Королевского литературного общества.

## Биография
Сушейла Наста родилась в Лондоне, Англия. Она выросла в Индии, Германии и Нидерландах, прежде чем вернуться в Великобританию, чтобы завершить образование. Она прошла обучение в бакалавриате и магистратуре в Университете Кента и Лондонском университете.
Её приверженность разнообразию учебной программы по литературе и расширению сферы изучения английского языка демонстрировалась на протяжении десятилетий с момента её участия в Ассоциации по преподаванию африканской и карибской литературы (ATCAL), что привело к основанию в 1984 году журнала Wasafiri, главным редактором которого стала Наста. Вспоминая первые дни журнала, она написала: «В те времена, до появления компьютеров и практически мгновенных каналов связи цифровой культуры, редактирование было гораздо более медленным и физическим процессом. Комментарии к рассказам или стихотворениям делались на бумажном носителе, ответы приходили по почте, а когда мы наконец доходили до набора текста, корректуры часто доставлялись мне на дом азиатской типографской компанией East End Asian, услугами которой мы пользовались. Я делала на них пометки в своей квартире в Гринвиче (тогда это был импровизированный офис), а затем отправляла их на печать».
Наста начала свою карьеру в качестве школьного учителя, а затем в 1980-х годах перешла в сферу высшего образования. Она занимала должности на различных кафедрах в нескольких университетах, в том числе в Кембриджском университете, Университете Северного Лондона, Университете Портсмута, Открытом университете, где она возглавляла кафедру современной литературы и в настоящее время является почётным профессором, а также в Лондонском университете королевы Марии, где она преподавала с 1992 по 2000 год, прежде чем вернуться в 2017 году в качестве профессора современной литературы.
Наста инициировала и возглавила множество исследовательских проектов, а с 2007 года руководит крупным проектом по привлечению общественности к азиатской культуре Великобритании. Она была соредактором (совместно с Марком У. Стайном) книги «Кембриджская история африканской и азиатской британской литературы», опубликованной в 2020 году, признанной первым подобным академическим сборником, охватывающим около 300 лет африканской и азиатской британской литературы.
Наста регулярно выступает на международных конференциях, фестивалях и других литературных мероприятиях. Среди недавних выступлений — «Остров, полный голосов: пишу Британию сегодня» в Британской библиотеке, участие в литературном фестивале NGC Bocas Lit Fest в Тринидаде, симпозиумы и панельные дискуссии в Голдсмитс-колледже Лондонского университета (где она давала интервью Блейку Моррисону в октябре 2014 года на 30-летии «Wasafiri») и презентация на Международном литературном фестивале Матрубхуми в Тривандраме, штат Керала — а также она была судьёй литературных премий, включая премию OCM Bocas за литературу стран Карибского бассейна, литературную премию SI Leeds и премию Queen Mary Wasafiri New Writing Prize. Она также была куратором и консультантом таких выставок, как «В сердце нации: индийцы в Британии» и «Виндраш: песни в чужой стране» (2018) для Британской библиотеки.
Она опубликовала множество работ о постколониальной и современной литературе, в частности, о литературе стран Карибского бассейна, южноазиатской диаспоры и чёрной Британии. Она имеет особые знания в области творчества Сэмюэля Селвона (для которого она является литературным душеприказчиком), Джин Рис, Джамайки Кинкейд, а также в области женской литературы из Африки, Карибского бассейна и Южной Азии.
В 2019 году Наста опубликовала антологию Brave New Words: The Power of Writing Now (Myriad Editions), посвящённую 35-летию журнала Wasafiri под её редакцией. В неё вошли работы таких авторов, как Бернардин Эваристо, Ромеш Гунесекера, Джеймс Келман, Кей Миллер, Блейк Моррисон, Кэрил Филлипс, Олумиде Попула, Бина Шах и Мукома Ва Нгуги, а также других. Рецензент газеты Dawn отметил: «…красной нитью через несколько эссе проходит дискомфорт от того, что мы не можем полностью принять какой-либо один «дом» или место, к которому принадлежим. Изучая опыт иммигрантов, мы исследуем разочарование, которое лежит в основе многих подобных стремлений… В книге «Смелые новые слова» рассматривается тема исключения на разных уровнях — в ней описываются не только последствия изгнания из стран и территориальных принадлежностей, но и из самого языка… Личные мемуары… в которых писатели отваживаются вторгнуться в terra incognita, погружаясь в бездну памяти, делают эти эссе столь содержательными».

## Награды и почести
В 2011 году Наста стала кавалером Ордена Британской империи на 2011 New Year Honours за её заслуги в области литературы чернокожих и азиатских народов. В 2019 году она стала почётным членом Королевского литературного общества (RSL) и была награждена медалью Бенсона RSL за исключительный вклад в литературу, вручённой Мариной Уорнер. В 2020 году она стала почётным членом Английской ассоциации.

## Избранная библиография
- Motherlands: Black Women's Writing from Africa, the Caribbean, and South Asia, Rutgers University Press, 1992, ISBN 978-0813517810
- African, Caribbean and South Asian Fiction in English – A select bibliography, The British Council, 1992, ISBN 978-0863551369
- Home Truths: Fictions of the South Asian Diaspora in Britain, Palgrave, 2001, ISBN 978-0333670057
- India in Britain: South Asian Networks and Connections, 1858–1950, Palgrave, 2012, ISBN 978-0230392717
- Asian Britain: A Photographic History (Introduction by Razia Iqbal[англ.]),[43] The Westbourne Press, 2013, ISBN 978-1908906113

В качестве редактора
- Writing Across Worlds: Contemporary Writers Talk, Routledge, 2004, ISBN 978-0415345675
- Critical Perspectives on Sam Selvon, Washington, D.C.: Three Continents Press, 1988, ISBN 0894102389
- Reading the 'New' Literatures in a Post-Colonial Era, D.S. Brewer[англ.], 2000, ISBN 978-0859916011
- Brave New Words: The Power of Writing Now, Myriad Editions[англ.], 2019, ISBN 978-1912408207
- With Mark U. Stein, The Cambridge History of Black and Asian British, Cambridge University Press, 2020, ISBN 978-1107195448